# 4955 Gold
4955 Gold este un asteroid din centura principală, descoperit pe 17 septembrie 1990 de Henry Holt.